# Rory Dodd
Rory Dodd (Port Dover (Ontario)) is een Canadese rockzanger die veel nummers van Jim Steinman heeft gezongen.
In Bonnie Tyler's versie van "Total Eclipse of the Heart" zong hij de regels "Turn around, bright eyes" en hij heeft veel in het achtergrondkoor van Meat Loaf gezongen. Op Jim Steinman's solo-album Bad for Good was hij de leadzanger van drie nummers. Hij heeft een opmerkelijk unieke falsetstem.
Tegenwoordig woont Rory met zijn vrouw en zoon in een buitenwijk van New York. Hij heeft reclamespotjes ingesproken en had de meeste tekst voor de Hungry, Hungry Hippos-reclame (een knikkerbordspel voor kinderen, waarbij de speler een nijlpaard knikkers moet laten "opeten").

## Discografie
Alles met een asterisk is in samenwerking met Jim Steinman.

### Vanaf 1970
- Meat Loaf - Bat Out of Hell - (1977)*
- Ted Nugent - Cat Scratch Fever - (1977)*
- Ellen Foley - Night Out - (1979)
- Ian Hunter - You're Never Alone With a Schizophrenic - (1979)

### Vanaf 1980
- Jim Steinman - Bad for Good - (1981)*
- Meat Loaf - Dead Ringer - (1981)*
- Karla DeVito - Is This a Coor World or What? - (1981)*
- Peter Criss - Let Me Rock You - (1982)
- Steve Forbert - Steve Forbert (1982)
- Billy Joel - An Innocent Man - (1983)
- Ian Hunter - All of the Good Ones Are Taken - (1983)*
- Air Supply - Making Love out of Nothing at All - (1983)*
- Bonnie Tyler - Faster Than the Speed of Night - (1983)*
- Oorspronkelijke soundtrack - Streets of Fire - (1984)*
- Al Corley - Square Rooms - (1984)
- Julian Lennon - Valotte - (1984)
- Lou Reed - New Sensations - (1984)
- Billy Squier - Sign of Life - (1984)*
- Barbra Streisand - Emotion - (1984)*
- Barry Manilow - Read 'Em and Weep - (1984)*
- Carly Simon - Spoiled Girl - (1985)
- James Taylor - That's Why I'm Here - (1985)
- Martin Briley - Dangerous Moments - (1985)
- Rory Dodd - A Kiss Is a Terrible Thing to Waste (demo) - (1985)*
- Bonnie Tyler - Secret Dreams and Forbidden Fire - (1986)*
- Julian Lennon - Secret Value of Daydreaming - (1986)
- Patty Smyth - Never Enough - (1987)
- Survivor - Too Hot to Sleep - (1988)
- Scritti Politti - Privision - (1988)
- Pandora's Box - Original Sin - (1989)*

### Vanaf 1990
- Garland Jeffreys - Matador and More... - (1992)
- Laura Branigan - Over My Heart - (1993)
- Meat Loaf - Bat Out of Hell II: Back Into Hell - (1993)*
- Barry Manilow - Another Life - (1995)
- Meat Loaf - Welcome to the Neighborhood - (1995)*
- David Arkenstone - Quest of the Dream Warrior - (1995)
- Bon Jovi - These Days - (1995)
- Céline Dion - Falling into You - (1996)*

### Vanaf 2000
- Ian Hunter - Once Bitten Twice Shy - (2000)